# Grand Prix Formule 1 van Emilia-Romagna 2023
De Grand Prix Formule 1 van Emilia-Romagna 2023 zou worden verreden op 21 mei op het Autodromo Internazionale Enzo e Dino Ferrari  bij Imola.
De Grand Prix van Emilia-Romagna werd op 17 mei afgelast in verband met overstromingen en noodweer in de regio. 

## Tussenstanden wereldkampioenschap
Betreft tussenstanden voor het wereldkampioenschap na het afgelasten van de Grand Prix.

### Coureurs
| Pos. | Nr. | Coureur          | Constructeur               | Punten |
| ---- | --- | ---------------- | -------------------------- | ------ |
| 1    | 1   | Max Verstappen   | Red Bull Racing-Honda RBPT | 119    |
| 2    | 11  | Sergio Pérez     | Red Bull Racing-Honda RBPT | 105    |
| 3    | 14  | Fernando Alonso  | Aston Martin-Mercedes      | 75     |
| 4    | 44  | Lewis Hamilton   | Mercedes                   | 56     |
| 5    | 55  | Carlos Sainz jr. | Ferrari                    | 44     |
| 6    | 63  | George Russell   | Mercedes                   | 40     |
| 7    | 16  | Charles Leclerc  | Ferrari                    | 34     |
| 8    | 18  | Lance Stroll     | Aston Martin-Mercedes      | 27     |
| 9    | 4   | Lando Norris     | McLaren-Mercedes           | 10     |
| 10   | 10  | Pierre Gasly     | Alpine-Renault             | 8      |

### Constructeurs
| Pos. | Constructeur               | Punten |
| ---- | -------------------------- | ------ |
| 1    | Red Bull Racing-Honda RBPT | 224    |
| 2    | Aston Martin-Mercedes      | 102    |
| 3    | Mercedes                   | 96     |
| 4    | Ferrari                    | 78     |
| 5    | McLaren-Mercedes           | 14     |
| 6    | Alpine-Renault             | 14     |
| 7    | Haas-Ferrari               | 8      |
| 8    | Alfa Romeo-Ferrari         | 6      |
| 9    | AlphaTauri-Honda RBPT      | 2      |
| 10   | Williams-Mercedes          | 1      |